# László Szombatfalvy
László Szombatfalvy (* 9. Oktober 1927 in Budapest; † vor dem oder am 10. August 2022) war ein schwedischer Aktienhändler, Finanzwirtschaftsfachmann, Autor und Philanthrop ungarischer Herkunft.
Mit einem geschätzten Vermögen von einer Milliarde Kronen zählte Szombatfalvy 2011 in der Liste des Magazins Veckans Affärer zu den 100 reichsten Schweden.

## Karriere
Szombatfalvy nahm zunächst ein Jurastudium auf, beendete dieses allerdings nach drei Jahren ohne Abschluss. Anschließend absolvierte er an einer staatlichen Künstlerakademie eine Ausbildung zum Zauberkünstler. Nach dem Ungarischen Volksaufstand 1956 floh er nach Schweden und trat im dortigen Flüchtlingslager ebenfalls als Zauberkünstler auf. Anschließend fand er eine Anstellung in der Finanzabteilung von Shell, wo er ab 1966 Modelle zur Bewertung von Aktien entwickelte. Nach erfolgreichen Investments verließ er fünf Jahre die Firma und war als Finanzmakler und Börsenspekulant tätig. Kurz vor dem Schwarzen Montag zog er sich 1987 aus dem Geschäft zurück.
Als Börsenspekulant startete Szombatfalvy mit einem Darlehen von etwa 1000 Dollar, sodass er nach Schätzung des Autors Magnus Angenfelt über 46 Jahre hinweg eine durchschnittliche jährliche Rendite von 30 % erzielte. Er zählte ihn aufgrund dessen in seinem Buch The World’s 99 Greatest Investors zu den drei zahlenmäßig erfolgreichsten Investoren der Geschichte und als besten schwedischen Investor.

## Weitere Tätigkeiten
Ab 1972 schrieb László Szombatfalvy regelmäßig Artikel für die Wirtschaftszeitschrift Affärsvärlden und beeinflusste damit zahlreiche schwedische Investoren und Analysten.
Im Jahr 2009 veröffentlichte er das Buch Vår tids största utmaningar (deutsch Die größten Herausforderungen unserer Zeit), das in fünf Sprachen übersetzt wurde und das er unter anderem im Europäischen Parlament vorstellte. Im März 2013 gründete Szombatfalvy die Global Challenges Foundation, um Konzepte für Gesellschaft und Umwelt zu entwickeln. Die Stiftung schrieb den mit 5 Millionen US-Dollar dotierten Global Challenges Prize für Ideen zu einem neuen Global-Governance-System aus.

## Werke
- Vår tids största utmaningar. Ekerlids, Stockholm 2009. ISBN 978-9-170-92157-5.
  - Die größten Herausforderungen unserer Zeit. Aus dem Schwedischen von Barbro Wollberg. Hoffmann und Campe, Hamburg 2011. ISBN 978-3-455-50256-5.
- Känslor & förnuft: en bok om moraliska beslut. Ekerlids, Stockholm 2010. ISBN 978-9-170-92145-2.